# Upadek idoli
Upadek idoli (tyt. oryg. Shëmbja e idhujve) – albański film fabularny z roku 1977 w reżyserii Piro Milkaniego, na podstawie wydanej w 1975 powieści Skëndera Driniego pod tym samym tytułem.

## Opis fabuły
Akcja filmu rozgrywa się w latach 1938-1939 w jednej ze wsi północnej Albanii. Miejscowa ludność żyje w zacofaniu i nędzy, której próbuje przeciwstawić się wiejski nauczyciel. Najbardziej wpływowi mieszkańcy wsi postanawiają go zabić.
Film powstał w okresie, kiedy w Albanii obowiązywał od 1967 zakaz wyznawania jakiejkolwiek religii. Postać księdza katolickiego jako bohatera filmowego w filmie albańskim lat 70. jest ewenementem.

## Obsada
- Llazi Sërbo jako nauczyciel Naim
- Genc Metohu jako Martin
- Luan Qerimi jako Kalosh Cami
- Lazër Filipi jako Dash Cungeli
- Serafin Fanko jako ksiądz Engjelli
- Kadri Roshi jako Murr Përkeqi
- Robert Ndrenika jako policjant
- Lec Bushati jako kapedan
- Guljelm Radoja jako archeolog
- Ferdinand Radi jako starzec
- Rudina Rjolli jako narzeczona
- Çesk Vuksani jako przedstawiciel Watykanu
- Sali Doçi jako mieszkaniec wsi
- Fiqrete Basha
- Zehrudin Dokle
- Mahboub Hoseinzadeh
- Veli Radi